# Monology (album)
Monology je jméno alba Karla Kryla z roku 1992.

## Seznam písní
1. Monology
2. Od Čadce k Dunaju (1991)
3. Smečka (1991)
4. Holáryjó
5. Platýs
6. Za vozem
7. Ostrov pokladů
8. Babylon
9. Atlantis
10. Pochyby
11. Idyla